# Parigné
Parigné é uma comuna francesa na região administrativa da Bretanha, no departamento Ille-et-Vilaine. Estende-se por uma área de 20,54 km². Em 2010 a comuna tinha 1 381 habitantes (densidade: 67,2 hab./km²).